# Новачка (село)
46°10′ пн. ш. 17°03′ сх. д. / 46.16° пн. ш. 17.05° сх. д.
Новачка (хорв. Novačka) — населений пункт у Хорватії, у Копривницько-Крижевецькій жупанії у складі громади Гола.

## Населення
Населення за даними перепису 2011 року становило 381 осіб.
Динаміка чисельності населення поселення: